# Millennium Bridge
De Millennium Footbridge is een voetgangersbrug in Londen. Deze hangbrug is gemaakt van staal en hangt over de rivier de Theems, tussen de Southwark Bridge en de Blackfriars Bridge, en verbindt de Bankside met de City.
Het was de eerste nieuwe brug over de Theems in Londen sinds de Tower Bridge in 1894. De brug is eigendom van Bridge House Estates, en wordt ook door hen onderhouden. Het einde aan het zuiden van de brug ligt vlak bij Globe Theatre, de Bankside Gallery en Tate Modern. Het noorden van de brug eindigt bij de City of London School onder de St Paul's Cathedral. Het ontwerp van de brug is zodanig dat er nog steeds uitzicht op de St Paul's Cathedral is.

## Ontwerp
Het ontwerp van de brug was het onderwerp van een wedstrijd die georganiseerd was in 1996 door Southwark council. De winnende inzending kwam van het engineering en design bureau Arup, architectenbureau Foster en Partners (met Norman Foster), en abstract beeldhouwer Sir Anthony Caro. Omdat er beperkingen waren gesteld aan de hoogte van de brug, en om het uitzicht te verbeteren, zijn de ondersteunende kabels van haar hangmechanisme onder het loopgedeelte bevestigd. Dit geeft de brug zijn karakteristieke lage uitstraling. De brug heeft twee pijlers en is gemaakt van drie hoofdoverspanningen van 81 meter, 144 meter en 100 meter (van het noorden naar het zuiden) met een totale lengte van 325 meter. Het aluminium brugdek is vier meter breed. De acht hangkabels zijn aangespannen om een kracht van 2000 ton te tillen; dat is genoeg om 5000 mensen tegelijkertijd op de brug te laten verblijven.

## Geschiedenis
De constructie van de brug begon eind 1998, en de hoofdwerkzaamheden begonnen op 28 april 1999 door Monberg Thorsen en McAlpine. De brug was op 10 juni 2000 gereed, met een compleet kostenplaatje van £ 18,2 miljoen (£ 2,2 miljoen meer dan er voor uitgetrokken was).
Onverwachte trillingen van de brug zorgden ervoor dat de brug op 12 juni 2000 weer gesloten werd om aanpassingen te maken. De trillingen werden veroorzaakt door alle mensen die eroverheen wilden lopen (90.000 voetgangers op de eerste dag, met meer dan 2000 op hetzelfde moment). De brug lag die dag op de route van een liefdadigheidsloop. In het begin waren het nog kleine trillingen, maar toen alle mensen met de trillingen meeliepen, werd het steeds erger. De oorzaak lag in het feit dat de brug gevoelig was voor trillingen met een bepaalde frequentie waarbij het gewicht van de brug ook nog eens relatief laag is. Lichte trillingen werden in eerste instantie veroorzaakt doordat voetgangers in min of meer gelijke tred liepen. Door de trillingen gingen de voetgangers nog meer in gelijke tred lopen om juist tegen die trillingen in te stappen. Dit versterkte de trillingen weer verder.
Hierna kreeg de brug als bijnaam The Wobbly Bridge -De Wiebelende Brug. Er is geprobeerd om het aantal mensen op de brug terug te dringen door mensen te laten wachten, maar dit leidde tot lange wachtrijen, en de trillingen verdwenen hierdoor niet.
Het sluiten van de brug drie dagen na de opening leidde tot kritiek van publiek, omdat een ander millenniumproject (de Millennium Dome) ook al tegenslagen had gekend.
Trillingen zoals deze waren al eerder bij andere bruggen geconstateerd. Na analyse werd het probleem verholpen door gestemde massadempers aan te brengen om de horizontale en verticale bewegingen onder controle te houden. Dit duurde van mei 2001 tot januari 2002 en kostte £ 5 miljoen. Na een testperiode werd de brug succesvol heropend op 22 februari 2002.

## Trivia
- In Harry Potter en de Halfbloed Prins komt deze brug ook voor. Hier is het een doelwit van de aanslagen van Dooddoeners. In deze scène stort de brug in.